# Brunnenhaus Bad Gleichenberg

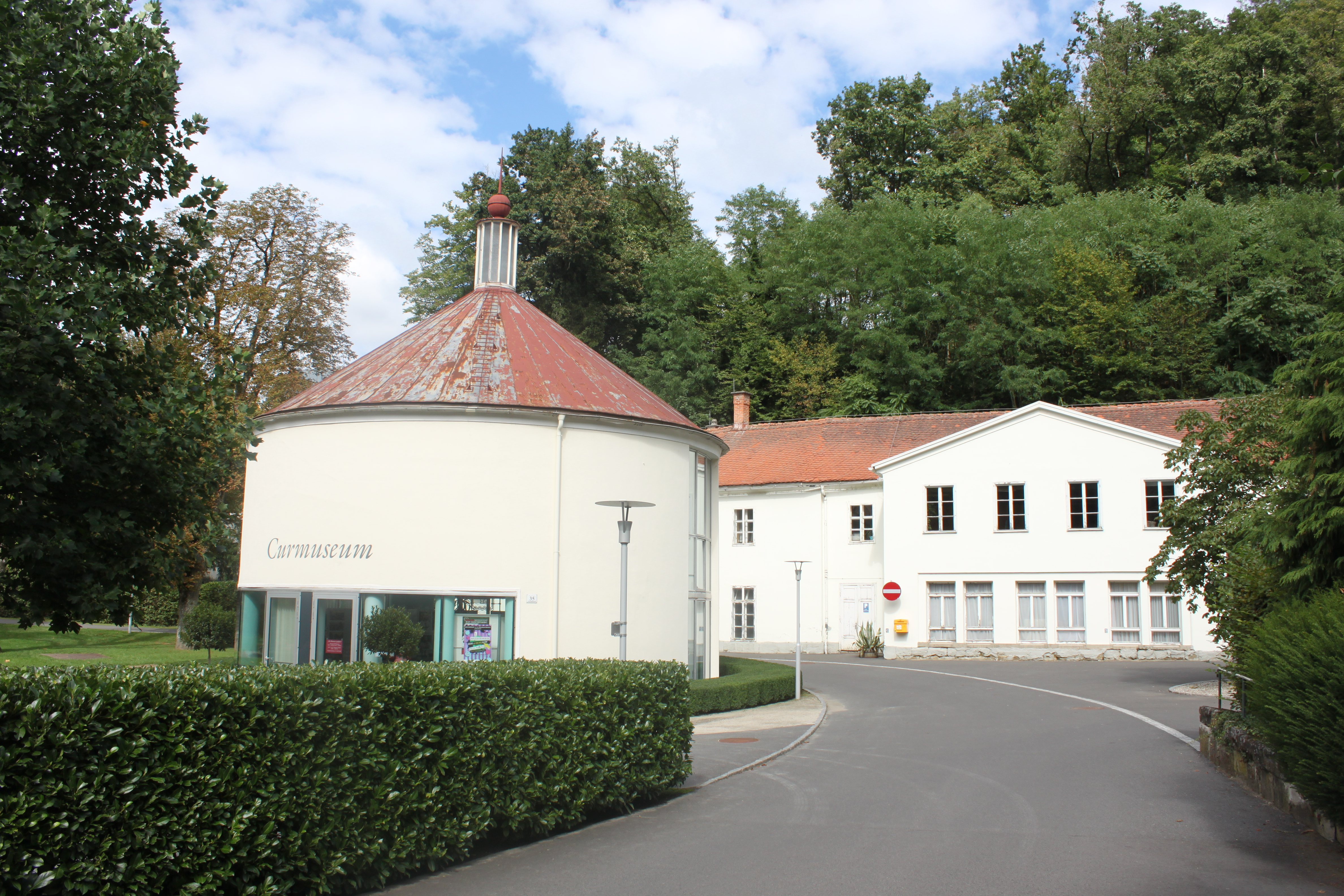
Ehemaliges Brunnenhaus, dahinter ehemaliges Brunnenwasserabfüllgebäude

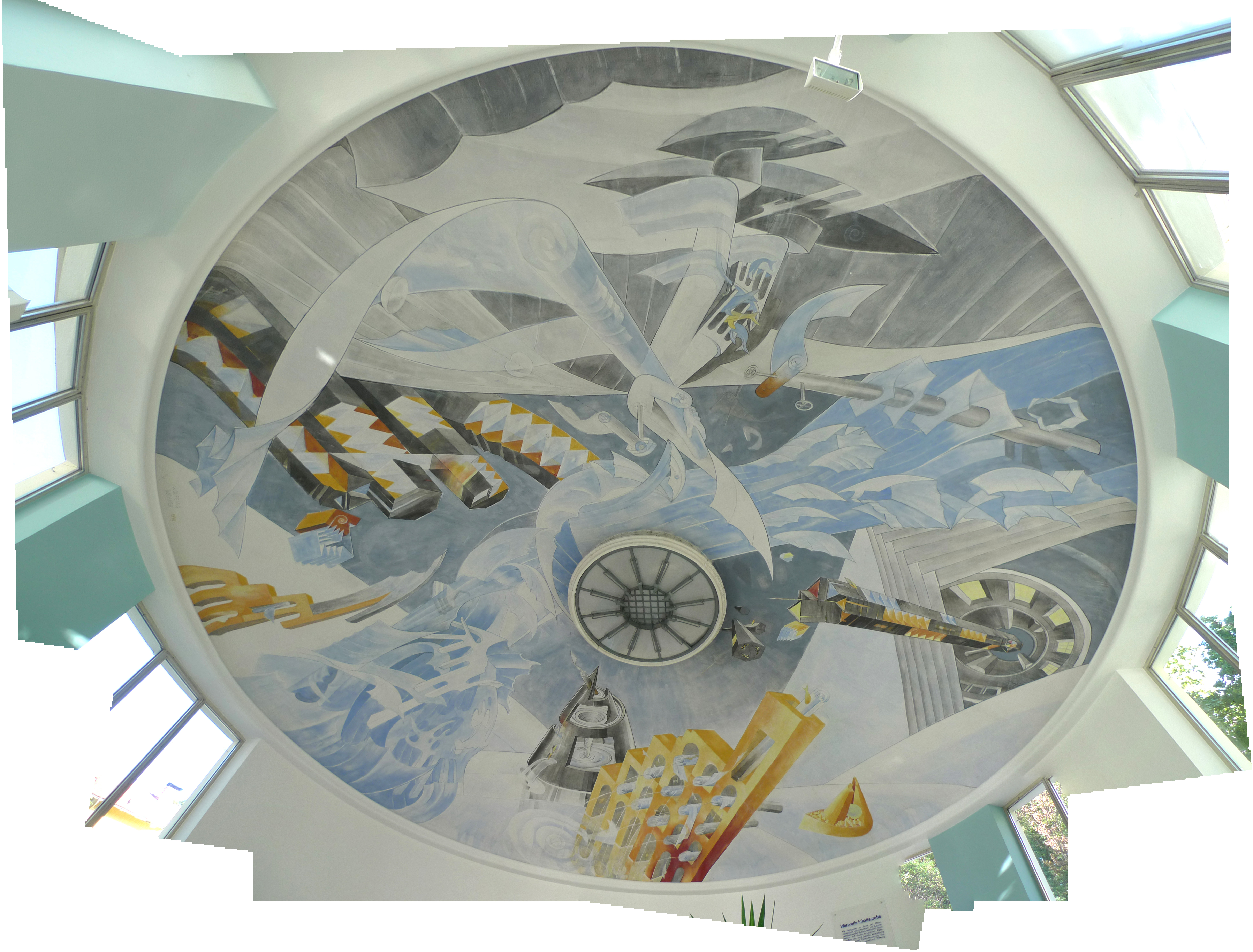
Deckengemälde Über den Quellen von Wolfgang Buchner

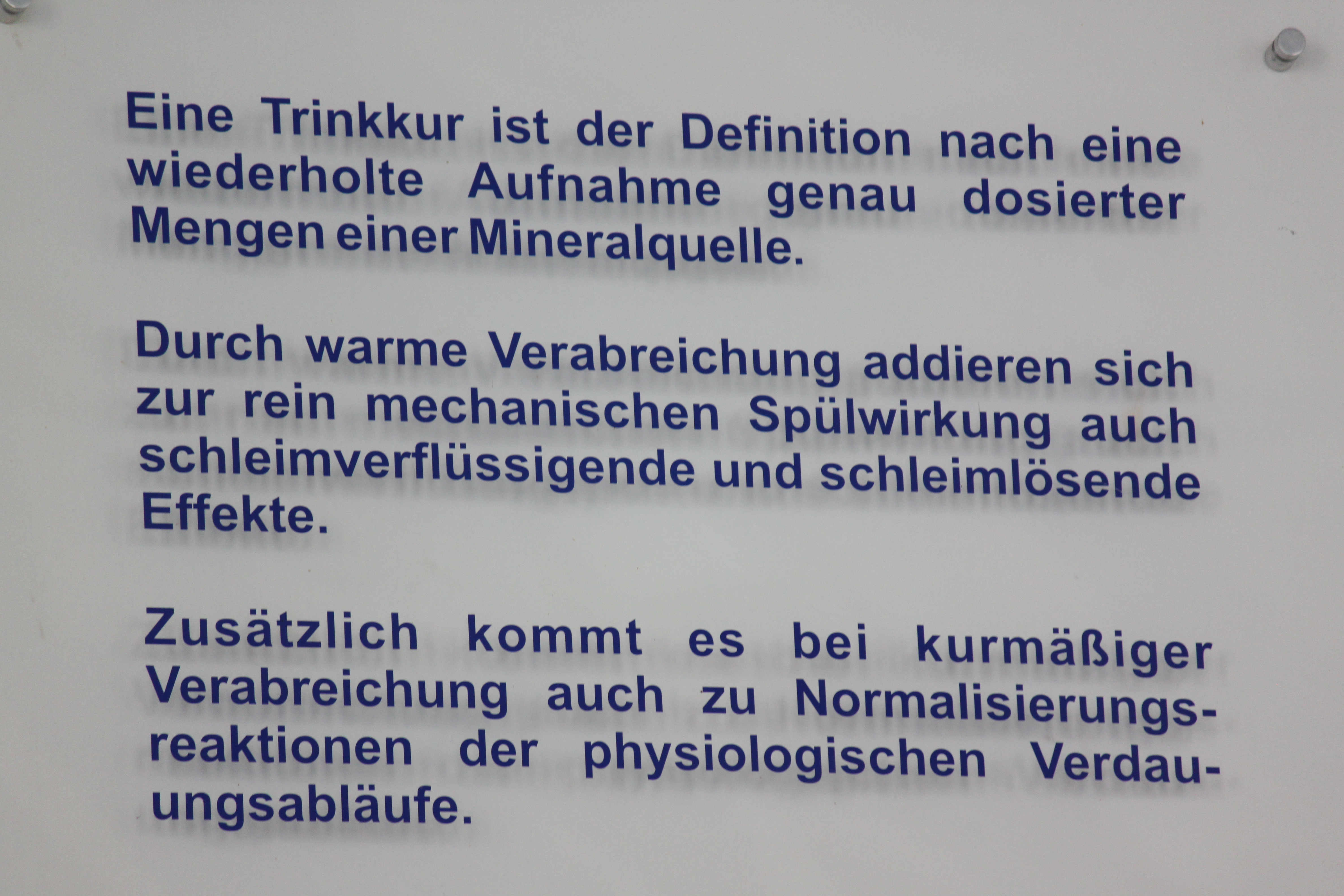
Kurzbeschreibung der Trinkkur im Brunnenhaus

Das Brunnenhaus Bad Gleichenberg ist ein ehemaliges Brunnenhaus mit einer Trinkhalle in der Gemeinde Bad Gleichenberg in der Steiermark. Das Gebäude steht unter Denkmalschutz und wird seit 2012 als Museum zur Geschichte des Kurortes genutzt.

## Geschichte
Der Arzt Ignaz Werlè, welcher ein Schwager von Erzherzog Johann von Österreich war, veröffentlichte 1822 über das Wasser des Johannisbrunnens und seine Wirkung. Er bewog den Gubernial-Vizedirektor für die Steiermark Matthias Constantin Capello von Wickenburg zu einer Besichtungsreise in die Sulzleithen bei Gleichenberg und zum Johannisbrunnen bei Straden. Zur Gründung eines Curortes in Gleichenberg wurde ein finanzieller Aufwand von 80.000 Gulden veranschlagt und dafür der Gleichenberger-Actien-Verein gebildet und am 10. Mai 1834 in Graz konstituiert. Zuerst wurde 1835/1836 in der Sulzleithen das Füllhaus bzw. Manipulationsgebäude errichtet und 1837 der Brunnentempel über der Konstantinquelle und weitere notwendige Kurortgebäude errichtet. Die erste Kursaison 1837 von Mai bis Ende September hatte 118 Kurgäste aus der gehobenen adligen Gesellschaft.

## Architektur
Nach den Zerstörungen der Befreiung Österreichs in der Kriegsendphase des Zweiten Weltkriegs wurde um 1950 nach den Plänen des Architekten Karl Lebwohl über der Konstantinquelle das Brunnenhaus wiederaufgebaut. Die Architektur griff die pavillonartige Form des ehemaligen Brunnentempels auf. Das Gebäude hat die Form eines Zylinders mit einem Kegeldach, dem mittig eine Laterne mit einem knaufartigen kugelförmigen Dachabschluss aufgesetzt wurde. Im nördlichen Halbkreis der Außenwand befinden sich fünf hohe Fenster. Der südliche Halbkreis der Außenwand wurde in einem Viertelkreis mit einer niedrigeren Verglasung mit fünf Säulen als Eingangsseite gestaltet. Die schalenförmige Decke unter dem Kegeldach zeigt mittig das runde Fenster der Laterne und die Deckenmalerei Über den Quellen vom Maler Wolfgang Buchner (1990). Der originale Trinkbrunnen ab 1950 für die Konstantinquelle und die Mariannenquelle ist nicht mehr im Betrieb. An der kreisförmigen Balustrade, welche den Trinkbrunnen umgibt, wurde das Wasser der Trinkkur ausgegeben.

## Curmuseum
Im ehemaligen Kurmittelhaus, welches im Zuge der Kampfhandlungen am Ende des Zweiten Weltkrieges zerstört wurde, befand sich ein Curmuseum, welches mitsamt allen dortigen Objekten unterging. 2011 wurde im Brunnenhaus das Curmuseum neu begonnen. Die Ausstellung zeigt übersichtlich die Entwicklung des Kurortes seit seiner Gründung vor 180 Jahren. Besuchern wird das Johannisbrunnen-Heilwasser gratis zur Verkostung angeboten.